# Méré (Yonne)
Méré é uma comuna francesa na região administrativa de Borgonha-Franco-Condado, no departamento de Yonne. Estende-se por uma área de 11,93 km². Em 2010 a comuna tinha 201 habitantes (densidade: 16,8 hab./km²).